# جيف فيريل
جيف فيريل (بالإنجليزية: Jeff Ferrell)‏ هو لاعب كرة قاعدة أمريكي، ولد في 23 نوفمبر 1990 في تشارلوت في الولايات المتحدة.

## وصلات خارجية
- جيف فيريل على موقع دوري كرة القاعدة الرئيسي (الإنجليزية)
- جيف فيريل على موقعبيزبول رفرنس.كوم (الدوري الرئيسي) (الإنجليزية)
- جيف فيريل على موقعبيزبول رفرنس.كوم (الدوري الثانوي) (الإنجليزية)
- جيف فيريل على موقع إي إس بي إن.كوم (أم.أل.بي) (الإنجليزية)
- جيف فيريل على موقع مشجعي الرسوم البيانية (الإنجليزية)